# ウォーターバリー (コネチカット州)

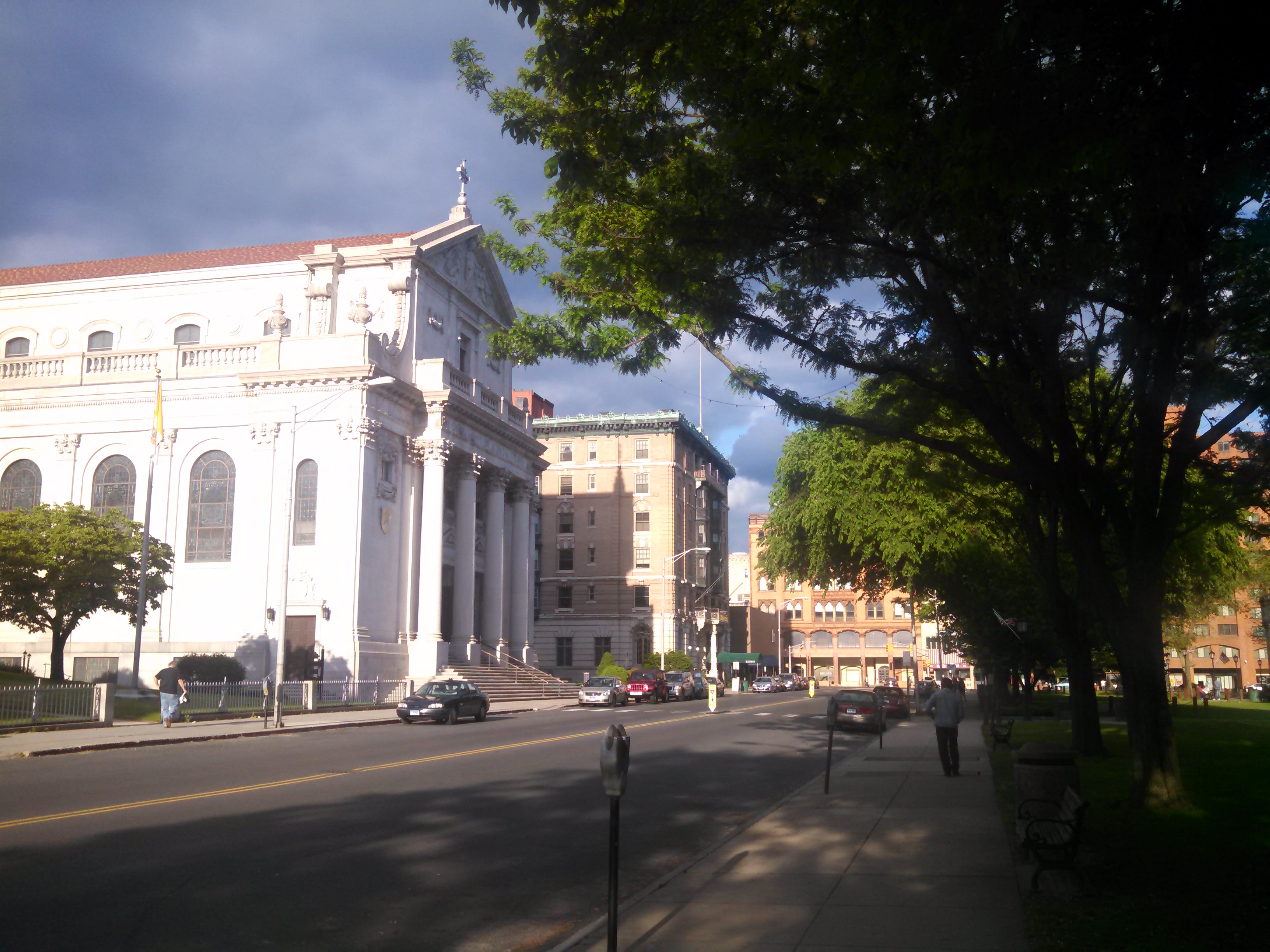

ウォーターバリー（Waterbury）は、アメリカ合衆国コネチカット州のニューヘイブン郡にある都市。人口は11万4403人（2020年）である。郡内ではニューヘイブンに次ぐ規模の都市であり、都市圏に含まれる。

## 歴史
入植地は1674年に建設された。当初ウォーターバリーはファーミントン入植地の一部であったが、1686年に正式な町に昇格すると同時に分離し、もともとネイティブ・アメリカンたちがこの地につけていたマッタタック（Mattatuck）という地名を町名とした。1853年には正式な市に昇格した。1900年、ウォーターバリー市とウォーターバリー町は合併し、ひとつの市となった。

## 地理

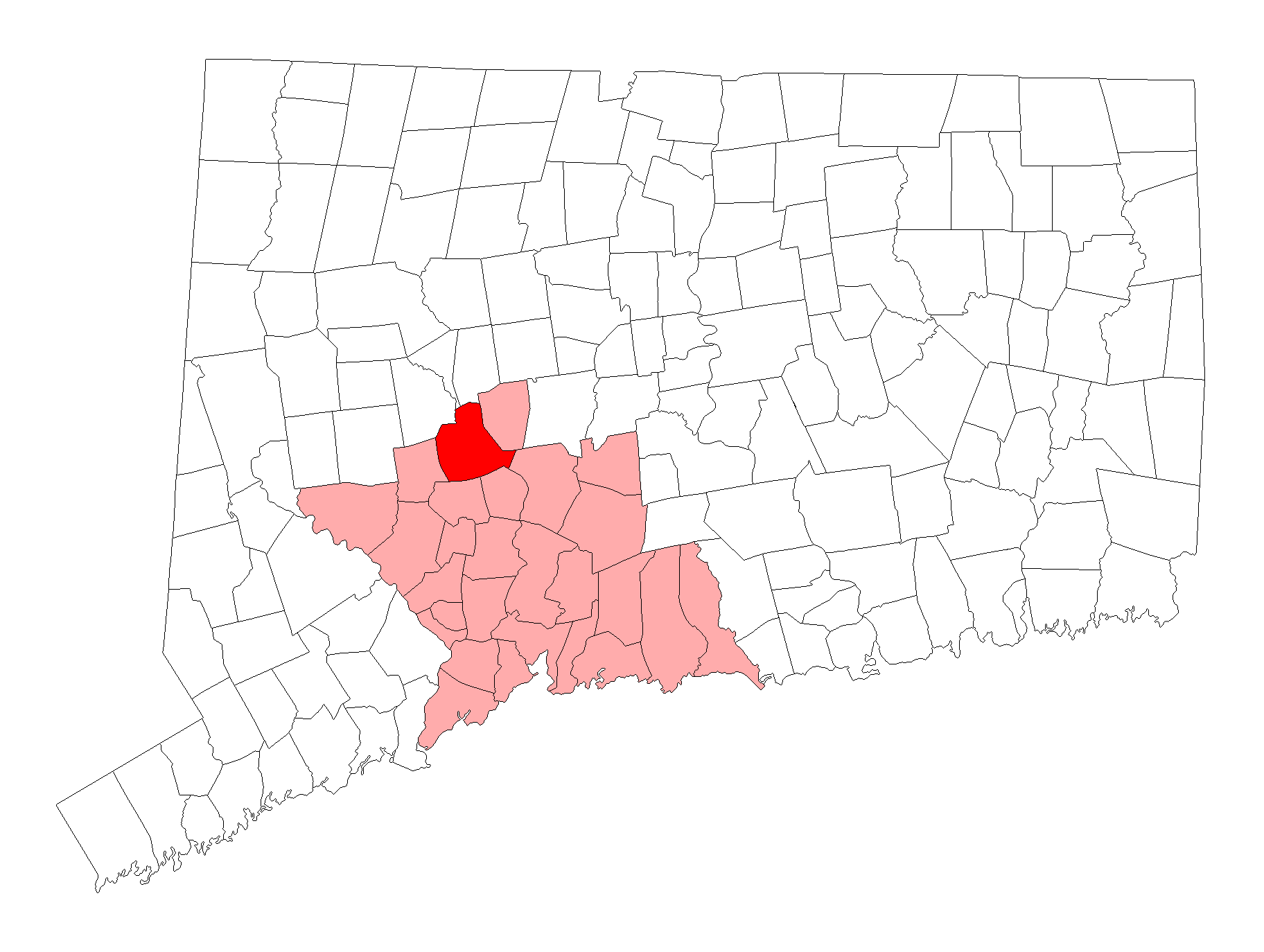
ウォーターバリーの位置

ウォーターバリーは北緯41度33分30秒 西経73度2分15秒 / 北緯41.55833度 西経73.03750度（41.55840、-73.03742）に位置している。州都ハートフォードの南西53kmに位置する。市の中心部では州間高速道路84号線とコネチカット州道8号線（フリーウェイになっている）が交わっている。市は丘に囲まれており、この2本の高速道路も曲がりくねりながら通っている。
アメリカ合衆国統計局によると、ウォーターバリー市は総面積74.9km²（28.9mi²）である。このうち74.0km²（28.6mi²）が陸地で0.9km²（0.3mi²）が水域である。総面積の1.21%が水域となっている。

## 経済
かつて、ウォーターバリーは全米屈指の真鍮加工産業の中心地であった。そのため市はBrass City（真鍮の街）と呼ばれていた。市のモットーであるQuid Aere Perenniusは、「真鍮よりも長持ちするもの」という意味である。
また、ウォーターバリーは時計産業でも知られていた。ウォーターベリー駅にも時計塔がある。

## 交通

ウォーターベリー駅

ウォーターベリー駅はメトロノース鉄道ウォーターベリー支線のターミナル駅である。ニューヨークの通勤列車が発着する。駅舎には高さ73メートルの時計塔があり、市のランドマークになっている。

## 人口動勢
| ウォーターバリー市 年代ごとの人口 |           |
| 1756年                            | 1,829人   |
| 1774年                            | 3,536人   |
| 1782年                            | 2,240人   |
| 1790年                            | 2,937人   |
| 1800年                            | 3,256人   |
| 1810年                            | 2,874人   |
| 1820年                            | 2,282人   |
| 1830年                            | 3,070人   |
| 1840年                            | 3,668人   |
| 1850年                            | 5,137人   |
| 1860年                            | 10,004人  |
| 1870年                            | 13,106人  |
| 1880年                            | 20,270人  |
| 1890年                            | 33,202人  |
| 1900年                            | 51,139人  |
| 1910年                            | 73,141人  |
| 1920年                            | 91,715人  |
| 1930年                            | 99,902人  |
| 1940年                            | 99,314人  |
| 1950年                            | 104,477人 |
| 1960年                            | 107,130人 |
| 1970年                            | 108,033人 |
| 1980年                            | 103,266人 |
| 1990年                            | 108,961人 |
| 2000年                            | 107,271人 |
| 2010年                            | 110,366人 |
| 2020年                            | 114,403人 |

以下は2000年の国勢調査における人口統計データである。
基礎データ
- 人口: 107,271人
- 世帯数: 42,622世帯
- 家族数: 26,894家族
- 人口密度: 1,449.7人/km²（3,754.7人/mi²）
- 住居数: 46,827軒
- 住居密度: 632.8軒/km²（1,639.0軒/mi²）

人種別人口構成
- 白人: 67.14%
- アフリカン・アメリカン: 16.31%
- ネイティブ・アメリカン: 0.42%
- アジア人: 1.51%
- 太平洋諸島系: 0.06%
- その他の人種: 10.91%
- 混血: 3.66%
- ヒスパニック・ラテン系: 21.77%

年齢別人口構成
- 18歳未満: 26.5%
- 18-24歳: 8.9%
- 25-44歳: 29.9%
- 45-64歳: 19.7%
- 65歳以上: 15.0%
- 年齢の中央値: 35歳
- 性比（女性100人あたり男性の人口）
  - 総人口: 89.9
  - 18歳以上: 85.8

世帯と家族（対世帯数）
- 18歳未満の子供がいる: 31.2%
- 結婚・同居している夫婦: 38.8%
- 未婚・離婚・死別女性が世帯主: 19.1%
- 非家族世帯: 36.9%
- 単身世帯: 31.4%
- 65歳以上の老人1人暮らし: 12.1%
- 平均構成人数
  - 世帯: 2.46人
  - 家族: 3.11人

収入と家計
- 収入の中央値
  - 世帯: 34,285米ドル
  - 家族: 42,300米ドル
  - 性別
    - 男性: 35,486米ドル
    - 女性: 27,428米ドル
- 人口1人あたり収入: 17,701米ドル
- 貧困線以下
  - 対人口: 16.0%
  - 対家族数: 12.7%
  - 18歳未満: 23.6%
  - 65歳以上: 11.1%